# Cap du Marais
Cap du Marais (né le 23 mars 2012 à Erquy) est un cheval hongre de robe baie inscrit au stud-book du Selle français, monté en saut d'obstacles par les cavaliers belges Thibault et Olivier Philippaerts. 

## Histoire
Cap du Marais naît le 23 mars 2012 à l'élevage de Nicole Rouxel et Jean-Michel Allenic situé sur la commune d'Erquy en Côtes-d'Armor, en Bretagne,. Sa naisseuse, Nicole Rouxel, n'est pas spécialisée dans l'élevage pour le saut d'obstacles, mais dans le tourisme équestre. Elle a fait pouliner sa jument allemande de randonnée Lawit au début de sa mise à la retraite, sur les conseils de son vétérinaire.
Le poulain, Cap du Marais, reste à l'élevage durant trois ans. Il est castré à l'âge de deux ans, en 2014. Un cavalier local, Kevin Paul, débute ensuite son entraînement au saut d'obstacles
Monté par Kevin Paul, Cap du Marais est qualifié en finale du championnat de France des jeunes chevaux de saut d'obstacles trois années de suite, à 4 ans, 5 ans et 6 ans. Il obtient la mention Excellent à cinq ans,.
Kevin Paul le garde jusqu'à l'âge de neuf ans, et atteint avec lui le niveau des Grands Prix à 1,40 m. Le hongre est alors vendu aux écuries belges de la famille Philippaerts.
En mars 2022, il est monté par le cavalier Thibault Philippaerts, qui débute avec lui des épreuves sur 1,50 m.
En octobre 2023, il est monté par Sterling Malnik.

## Description

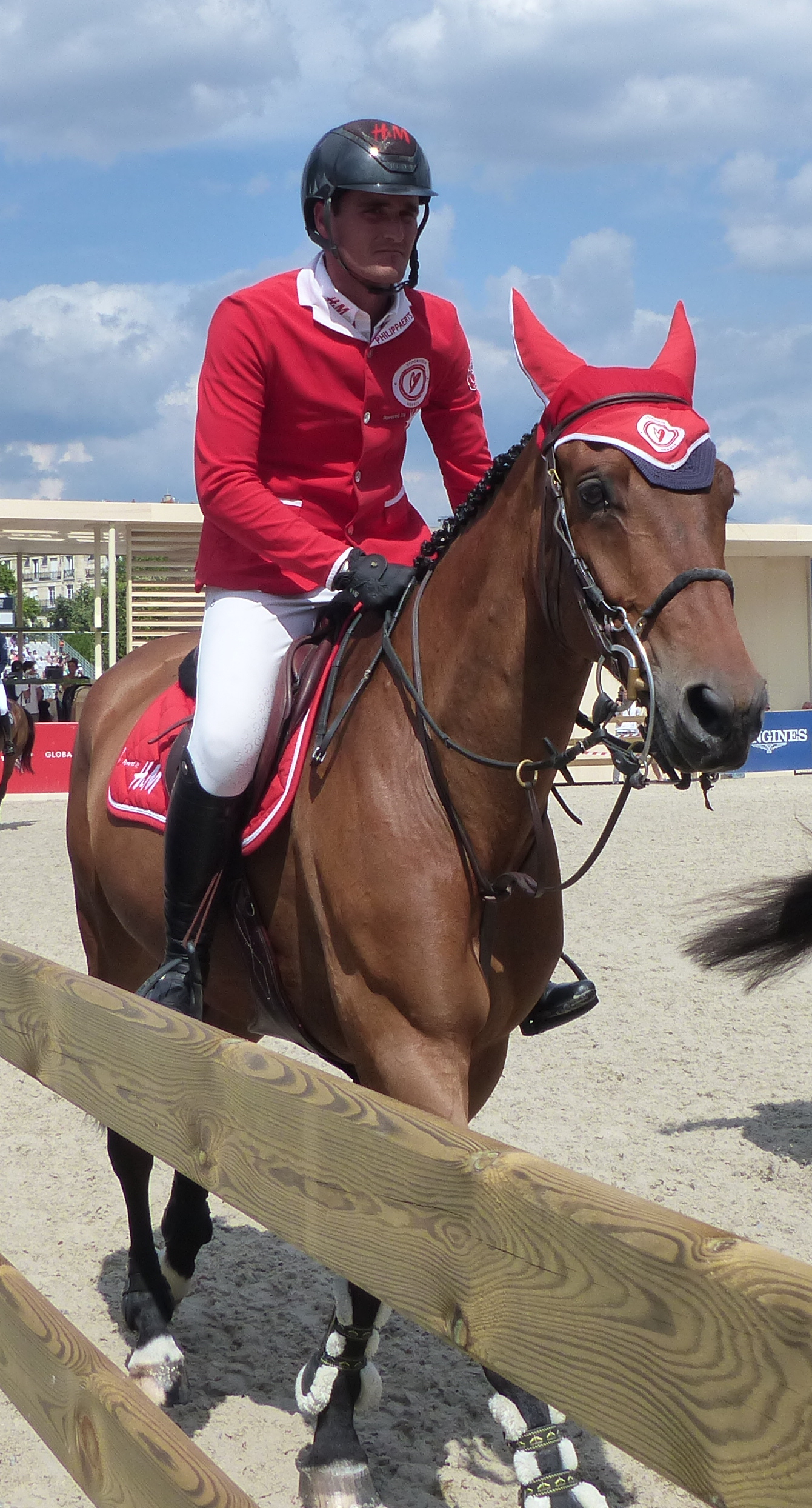
Cap du Marais monté par Olivier Philippaerts au Paris Eiffel Jumping de 2023.

Cap du Marais est un hongre de robe baie, inscrit au stud-book du Selle français. Il mesure 1,68 m à l'âge de deux ans.
Il est décrit par son éleveuse comme un cheval de modèle harmonieux et compact, pas très grand.

## Palmarès
Il atteint un indice de saut d'obstacles (ISO) de 157 en 2022.
- 2017 : 6e de la finale nationale des jeunes chevaux d'obstacle de cinq ans[4] ;
- septembre 2022 : vainqueur d'une épreuve à 1,45 m et troisième d'une épreuve à 1,50 m à Barcelone[4] ;
- juin 2023 : vainqueur d'une épreuve à 1,45 m à l'étape Global Champions Tour de Stockholm[4].

## Origines
Cap du Marais est inscrit Selle français, mais il présente très peu d'origines françaises. C'est un fils de l'étalon Kannan, et d'une jument Hanovrienne nommée Lawit, par Landor S,, qui mélange plusieurs origines allemandes via le Holsteiner et l'Oldenbourg. Cette jument a été acquise par le couple Rouxel et Allenic pour de la randonnée équestre, un problème de jarret lui interdisant le sport équestre de haut niveau.
Cap du Marais compte 31 % d'ancêtres Pur-sang selon le calcul de l'Institut français du cheval et de l'équitation, le Selle français ne représentant que 11 % de ses ancêtres.